# Saison 2011-2012 du Standard de Liège
Maillots
Chronologie
Saison précédente Saison suivante
La saison 2011-2012 du Standard de Liège voit le club évoluer en Jupiler Pro League. C'est la 95e saison du club au plus haut niveau du football belge, et la 90e consécutive, c'est le record absolu en Belgique. Il participe également à la Coupe Cofidis, en tant que tenant du titre, qu'il entame au stade des seizièmes de finale, ainsi qu'à la Ligue des champions, dès le troisième tour préliminaire, avant d'être repêché en Ligue Europa.

## Déroulement de la saison
Roland Duchâtelet s'attend à une année de transition au Standard. La direction rouche s'attache les services de Yoni Buyens, William Vainqueur, Geoffrey Mujangi Bia et Nacho González. Au rayon départs, le club se sépare de trois éléments importants en partance pour le Portugal : Steven Defour et Eliaquim Mangala rejoignent le FC Porto alors qu'Axel Witsel signe au Benfica Lisbonne. Le 30 août 2011, Mehdi Carcela est transféré pour 10 millions d'euros au club russe de FK Anji Makhatchkala. On remarque que, à l'exception de Réginal Goreux, plus aucun des joueurs de l'équipe championne en 2008 ne foule désormais la pelouse de Sclessin. Le Liégeois José Riga est le nouvel entraineur du club et le jeune attaquant Michy Batshuayi, formé au club, rejoint l'équipe fanion.
Le début de saison est en demi-teinte : le Standard perd la supercoupe, battu 1-0 à Genk puis est éliminé de la Ligue des champions dès son entrée au 3e tour de qualification par le FC Zurich. Mais il est repêché en Ligue Europa où il réalise un bon parcours en terminant premier de son groupe devant Hanovre 96, le FC Copenhague et le Vorskla Poltava. Par contre, en Jupiler Pro League, le Standard est très loin de son niveau européen et réalise des matchs nuls et des défaites plus qu'évitables.
C'est donc en manque de confiance et avec un énorme déficit en attaque que la direction rouche aborde le mercato hivernal. Rami Gershon, Birkir Bjarnason et Serge Gakpé sont recrutés en vue d'apporter du punch au club qui en manque cruellement.
Lors des huitièmes de finale de la Ligue Europa, le Standard s'incline face à Hanovre 96 qu'il avait pourtant vaincu lors de la phase de groupes. En Jupiler Pro League, c'est in extremis que les Rouches se qualifient pour les play-offs 1 lors desquels ils ne réalisent pas de gros résultats face aux équipes du top belge. Ils terminent la saison 5e, sans ticket européen pour l'année suivante.
Lors du dernier match de la saison, l'entraîneur José Riga surprend tous les supporteurs en annonçant son départ. Il s'en va au Qatar préparer les jeunes joueurs locaux pour la Coupe du monde 2022. Dès lors, les noms les plus étonnants circulent à Sclessin : Eric Gerets, Hein Vanhaezebrouck et même Ariel Jacobs, l'ancien entraîneur du RSC Anderlecht. C'est finalement l'entraîneur néerlandais Ron Jans qui est nommé à la tête de l'équipe. La fonction de directeur général est supprimée et, de ce fait, Pierre François, l'un des rares rescapés de l'ère D'Onofrio, quitte le club en juin 2012.

## Équipements
| Marque:           |  | Joma                                                         |
| Sponsors maillot: |  | e-lotto.be (VOOfoot jusqu'au 02/10/2011) (Championnat/Coupe) |
|                   |  | Base (Coupes d'Europe)                                       |

## Staff Technique
| Fonction                | Nom              | Date de Naissance | Nationalité | Fin du Contrat               | Dernier Club             |
| ----------------------- | ---------------- | ----------------- | ----------- | ---------------------------- | ------------------------ |
| Entraineur principal    | José Riga        | 30-07-1957        | Belgique    | Juin 2013                    | RCS Visé                 |
| Entraineur adjoint      | Peter Balette    | 11-04-1961        | Belgique    | Juin 2013                    | Club Bruges KV           |
| Entraineur adjoint      | Bernard Smeets   | 20-07-1974        | Belgique    | Juin 2013                    | RCS Visé                 |
| Entraineur des gardiens | Erik Deleu       | 30-01-1960        | Belgique    | Juin 2013                    | AFC Tubize               |
| Préparateur physique    | Guy Namurois*    | 05-02-1961        | Belgique    | contrat à durée indéterminée |                          |
| Entraîneur des espoirs  | José Jeunechamps | 02-05-1967        | Belgique    | contrat à durée indéterminée | RFC Sérésien             |
| Cellule de scouting     | Hans Galjé       | 21-02-1957        | Pays-Bas    | contrat à durée indéterminée | Équipe nationale         |
| Cellule de scouting     | Henri Depireux   | 01-02-1944        | Belgique    | contrat à durée indéterminée | Standard Fémina de Liège |

*Le 19 février 2012 le club perd une pièce importante au sein du staff technique. Le préparateur physique Guy Namurois décède d'un arrêt cardiaque à l'âge de 51 ans. C'est un coup dur pour le club.

## Effectif professionnel
| Équipe type                                                                     |
| Bolat Goreux Felipe Kanu Pocognoli Vainqueur Seijas Van Damme Bia Cyriac Tchité |

### Joueurs prêtés
| Nom                   | Equipe                 | Championnat             |
| Dieumerci Ndongala    | La Jeunesse d'Esch     | D1 - BGL Ligue          |
| Victor Ramos Ferreira | Vasco da Gama          | Seri A - Brasileirão    |
| Bastien Collée        | Royal Excelsior Virton | Division 3              |
| Gheorghe Grozav       | CF Universitatea Cluj  | Liga I Gamebookers.com  |
| Pierre-Yves Ngawa     | Saint-Trond VV         | D1 - Jupiler Pro Leauge |
| Arnor Angeli          | K Beerschot AC         | D1 - Jupiler Pro League |
| Abdelfattah Boukhriss | FUS Rabat              | D1 - Botola             |
| Guy Dufour            | Royal Antwerp FC       | Division 2              |
| Koen Daerden          | Saint-Trond VV         | D1 - Jupiler Pro League |
| Dolly Menga           | Saint-Trond VV         | D1 - Jupiler Pro League |
| Leroy Labylle         | MVV Maastricht         | Eerste Divisie          |
| Henri Eninful         | Újpest Football Club   | D1 - Soproni Liga       |

### Transferts

#### Été 2011
| Nom                                       | Naissance         | Position           | Nationalité sportive | Fin de contrat | Dernier club               | Destination                 |
| ARRIVÉES                                  |                   |                    |                      |                |                            |                             |
| Moussa Traoré (retour de prêt)            | 9 mars 1990       | Attaquant          | Côte d'Ivoire        | Juin 2014      | SV Zulte Waregem           | Standard de Liège           |
| Rami Gershon (retour de prêt)             | 18 août 1988      | Défenseur central  | Israël               | Juin 2013      | KV Kortrijk                | Standard de Liège           |
| Andréa Mbuyi-Mutombo (retour de prêt)     | 6 juin 1990       | Milieu offensif    | Belgique             | Juin 2012      | Saint-Trond VV             | Standard de Liège           |
| Christian Benteke (retour de prêt)        | 3 décembre 1990   | Attaquant          | Belgique             | Juin 2013      | FC Malines                 | Standard de Liège           |
| Beyogode Hans Dibi (retour de prêt)       | 23 juin 1988      | Milieu             | France               | Juin 2012      | UD Melilla                 | Standard de Liège           |
| Geoffrey Mujangi Bia                      | 12 août 1989      | Milieu             | Belgique             | Juin 2014      | Wolverhampton Wanderers FC | Standard de Liège           |
| Guy Dufour                                | 14 mars 1987      | Milieu             | Belgique             | Juin 2014      | Lommel United              | Standard de Liège           |
| Edenilson Bergonsi                        | 13 septembre 1987 | Milieu             | Brésil               | Juin 2013      | FC Brussels                | Standard de Liège           |
| Anil Koc                                  | 29 janvier 1991   | Ailier             | Turquie              | Juin 2014      | RSC Anderlecht             | Standard de Liège           |
| Dino Arslanagic                           | 24 avril 1993     | Défenseur          | Belgique             | Juin 2013      | Lille OSC                  | Standard de Liège           |
| José Riga                                 | 30 juillet 1957   | Entraîneur         | Belgique             | Juin 2013      | RCS Visé                   | Standard de Liège           |
| Peter Balette                             | 11 avril 1961     | Entraîneur adjoint | Belgique             | Juin 2013      | Club Bruges KV             | Standard de Liège           |
| Bernard Smeets                            | 20 juillet 1974   | Entraîneur adjoint | Belgique             | Juin 2013      | RCS Visé                   | Standard de Liège           |
| Kenneth Omeruo                            | 17 octobre 1993   | Défenseur          | Nigeria              | Juin 2014      | JUHT FC                    | Standard de Liège           |
| Paul-José M'Poku                          | 19 avril 1992     | Milieu offensif    | Belgique             | Juin 2015      | Tottenham Hotspur          | Standard de Liège           |
| Karim Belhocine                           | 2 avril 1978      | Milieu défensif    | France               | Juin 2013      | KV Courtrai                | Standard de Liège           |
| Yoni Buyens                               | 10 mars 1988      | Milieu défensif    | Belgique             | Juin 2016      | FC Malines                 | Standard de Liège           |
| Nacho González                            | 14 mai 1982       | Milieu offensif    | Uruguay              | Juin 2013      | Valence CF                 | Standard de Liège           |
| Laurent Henkinet                          | 14 septembre 1992 | Gardien            | Belgique             | Juin 2015      | Saint-Trond VV             | Standard de Liège           |
| Maor Buzaglo                              | 14 janvier 1988   | Milieu offensif    | Israël               | Juin 2013      | Maccabi Tel-Aviv           | Standard de Liège           |
| William Vainqueur                         | 19 novembre 1988  | Milieu défensif    | France               | Juin 2016      | FC Nantes                  | Standard de Liège           |
| Luis Manuel Seijas                        | 23 juin 1986      | Milieu offensif    | Venezuela            | Juin 2014      | Independiente Santa Fe     | Standard de Liège           |
| DÉPARTS                                   |                   |                    |                      |                |                            |                             |
| Dominique D'Onofrio                       | 18 avril 1953     | Entraîneur         | Belgique/ Italie     | Juin 2011      | Standard de Liège          | Libre                       |
| Sergio Conceição                          | 15 novembre 1974  | Entraîneur adjoint | Portugal             | Juin 2011      | Standard de Liège          | Libre                       |
| Siramana Dembélé                          | 27 janvier 1977   | Entraîneur adjoint | France               | Juin 2011      | Standard de Liège          | Libre                       |
| Tom De Mul (retour de prêt)               | 4 mars 1986       | Milieu             | Belgique             | Juin 2011      | Standard de Liège          | Séville FC                  |
| Kristof Van Hout                          | 9 février 1987    | Gardien            | Belgique             | Juin 2012      | Standard de Liège          | KV Courtrai                 |
| Christopher Verbist                       | 8 octobre 1991    | Milieu             | Belgique             | Juin 2014      | Standard de Liège          | Sporting de Charleroi       |
| Rami Gershon (prêté)                      | 18 août 1988      | Défenseur central  | Israël               | Juin 2013      | Standard de Liège          | KV Kortrijk                 |
| Tiago Ronaldo                             | 28 décembre 1988  | Médian droit       | Portugal             | Juin 2011      | Standard de Liège          | Libre                       |
| Beyogode Hans Dibi                        | 23 juin 1988      | Milieu             | France               | Juin 2012      | Standard de Liège          | Libre                       |
| Jonathan Mendes                           | 18 juillet 1989   | Ailier gauche      | France               | Juin 2011      | Standard de Liège          | Libre                       |
| Hiraç Yagan                               | 3 janvier 1988    | Médian             | Arménie              | Juin 2011      | Standard de Liège          | Libre                       |
| Dieumerci Ndongala (prêté)                | 14 juin 1991      | Milieu/Attaquant   | Belgique             | Juin 2012      | Standard de Liège          | AS La Jeunesse d'Esch       |
| Axel Witsel                               | 12 janvier 1989   | Milieu             | Belgique             | Juin 2012      | Standard de Liège          | Benfica Lisbonne            |
| Luigi Pieroni                             | 8 septembre 1980  | Attaquant          | Belgique             | Juin 2012      | Standard de Liège          | Athlétic Club Arles-Avignon |
| Victor Ramos (prêté avec option)          | 5 mai 1989        | Défenseur          | Brésil               | Juin 2014      | Standard de Liège          | Vasco da Gama               |
| Hendrik van Crombrugge                    | 30 avril 1993     | Gardien            | Belgique             | Juin 2014      | Standard de Liège          | Saint-Trond VV              |
| Gheorghe Grozav (prêté)                   | 29 septembre 1990 | Milieu             | Roumanie             | Juin 2013      | Standard de Liège          | CF Universitatea Cluj       |
| Srđan Blažić                              | 26 novembre 1982  | Gardien            | Monténégro           | Juin 2012      | Standard de Liège          | Panetolikós FC              |
| Pierre-Yves Ngawa (prêté)                 | 9 février 1992    | Défenseur          | Belgique             | Juin 2015      | Standard de Liège          | Saint-Trond VV              |
| Eliaquim Mangala                          | 13 février 1991   | Défenseur          | France               | Juin 2014      | Standard de Liège          | FC Porto                    |
| Steven Defour                             | 15 avril 1988     | Milieu             | Belgique             | Juin 2015      | Standard de Liège          | FC Porto                    |
| Arnor Angeli (prêté)                      | 25 février 1991   | Milieu             | Belgique             | Juin 2014      | Standard de Liège          | K Beerschot AC              |
| Mehdi Carcela-Gonzalez                    | 1er juillet 1989  | Milieu             | Maroc                | Juin 2014      | Standard de Liège          | FK Anji Makhatchkala        |
| Guy Dufour (prêté avec option)            | 14 mars 1987      | Milieu             | Belgique             | Juin 2014      | Standard de Liège          | Royal Antwerp FC            |
| Abdelfattah Boukhriss (prêté avec option) | 22 octobre 1986   | Défenseur central  | Maroc                | Juin 2012      | Standard de Liège          | FUS Rabat                   |
| Christian Benteke                         | 3 décembre 1990   | Attaquant          | Belgique             | Juin 2013      | Standard de Liège          | KRC Genk                    |
| Koen Daerden (prêté)                      | 8 mars 1982       | Milieu gauche      | Belgique             | Juin 2013      | Standard de Liège          | Saint-Trond VV              |
| Moussa Traoré                             | 3 avril 1989      | Attaquant droit    | Côte d'Ivoire        | Juin 2012      | Standard de Liège          | Lierse SK                   |
| Andréa Mbuyi-Mutombo                      | 6 juin 1990       | Milieu offensif    | Belgique             | Juin 2012      | Standard de Liège          | Libre                       |

#### Hiver 2012
| Nom                                      | Naissance         | Position                    | Nationalité sportive | Fin de contrat | Dernier club      | Destination                              |
| ARRIVÉES                                 |                   |                             |                      |                |                   |                                          |
| Rami Gershon (retour de prêt)            | 18 août 1988      | Défenseur central           | Israël               | Juin 2013      | KV Kortrijk       | Standard de Liège                        |
| Birkir Bjarnason                         | 27 mai 1988       | Milieu offensif central     | Islande              | Juin 2015      | Viking FK         | Standard de Liège                        |
| Serge Gakpé (prêté avec option d'achat)  | 7 mai 1987        | Attaquant                   | Togo                 | Juin 2012      | FC Nantes         | Standard de Liège                        |
| Imoh Ezekiel (prêté avec option d'achat) | 24 octobre 1993   | Attaquant                   | Nigeria              | Juin 2012      | 36 Lion FC        | Standard de Liège                        |
| Victor Ramos (retour de prêt)            | 5 mai 1989        | Défenseur                   | Brésil               | Juin 2014      | Vasco da Gama     | Standard de Liège                        |
| DÉPARTS                                  |                   |                             |                      |                |                   |                                          |
| Aloys Nong                               | 16 octobre 1983   | Attaquant                   | Cameroun             | Juin 2013      | Standard de Liège | RAEC Mons                                |
| Franck Berrier                           | 2 février 1984    | Milieu de terrain           | France               | Juin 2015      | Standard de Liège | SV Zulte Waregem                         |
| Pape Abdou Camara                        | 24 septembre 1991 | Milieu de terrain           | Sénégal              | Juin 2015      | Standard de Liège | Valenciennes FC                          |
| Dolly Menga (prêté)                      | 2 mai 1993        | Milieu offensif / Attaquant | Belgique             | Juin 2013      | Standard de Liège | Saint-Trond VV                           |
| Francesco D'Onofrio                      | 6 octobre 1990    | Défenseur espoir            | Belgique             | Juin 2013      | Standard de Liège | Libre et réembauché au Cercle Bruges KSV |
| Kenneth Omeruo                           | 17 octobre 1993   | Défenseur espoir            | Nigeria              | Juin 2014      | Standard de Liège | Chelsea FC                               |
| Danilo                                   | 13 janvier 1990   | Milieu droit                | Belgique             | Juin 2012      | Standard de Liège | Libre                                    |
| Edenilson Bergonsi                       | 13 septembre 1987 | Milieu                      | Brésil               | Juin 2013      | Standard de Liège | Libre                                    |
| Mbaye Leye                               | 1er décembre 1982 | Attaquant                   | Sénégal              | Juin 2012      | Standard de Liège | SV Zulte Waregem                         |
| Leroy Labylle (prêté)                    | 11 mars 1991      | Ailier gauche               | Belgique             | Juin 2013      | Standard de Liège | MVV Maastricht                           |
| Henri Eninful (prêté)                    | 22 juillet 1992   | Milieu défensif             | Togo                 | Juin 2013      | Standard de Liège | Újpest Football Club                     |
| Victor Ramos (prêté avec option d'achat) | 5 mai 1989        | Défenseur                   | Brésil               | Juin 2014      | Standard de Liège | EC Vitória                               |

## Les résultats

### Amicaux
| Journée | Date       | Heure | Lieu         | Club visité        | Club visiteur     | Score | Buts liégeois                                                 |
| ------- | ---------- | ----- | ------------ | ------------------ | ----------------- | ----- | ------------------------------------------------------------- |
| 1       | 25/06/2011 | 19h00 | Blegny       | FC United Richelle | Standard de Liège | 1 - 6 | Mujangi Bia, Pieroni (2), Batshuayi, Menga, Boukhriss         |
| 2       | 29/06/2011 | 19h00 | Hannut       | RFC Hannutois      | Standard de Liège | 0 - 7 | Nong (2), Susic, Mujangi Bia, Goreux, Gallée (csc), Batshuayi |
| 3       | 02/07/2011 | 19h00 | Namur        | UR Namur           | Standard de Liège | 0 - 4 | Batshuayi (2), Benteke (2)                                    |
| 4       | 06/07/2011 | 20h00 | Tirlemont    | KVK Tirlemont      | Standard de Liège | 1 - 2 | Daerden, Leye                                                 |
| 5       | 09/07/2011 | 20h00 | Eghezée      | Standard de Liège  | CS Sedan          | 1 - 2 | Batshuayi                                                     |
| 6       | 12/07/2011 | 19h00 | Ciney        | Standard de Liège  | AFC Tubize        | 1 - 0 | Kanu                                                          |
| 7       | 15/07/2011 | 17h00 | Tubize       | Standard de Liège  | FC Twente         | 3 - 0 | Tchité, Goreux, Camara                                        |
| 8       | 16/07/2011 | 20h00 | Tubize       | Standard de Liège  | Fenerbahçe SK     | 1 - 3 | Batshuayi                                                     |
| 9       | 06/10/2011 | 16h00 | Académie RLD | Standard de Liège  | Fortuna Sittard   | 5 - 1 | Nong, Mujangi Bia, Cyriac, Batshuayi (2)                      |
| 10      | 11/10/2011 | 16h30 | Académie RLD | Standard de Liège  | AS Jeunesse Esch  | 5 - 2 | Tchité, Cyriac, Batshuayi (2), Nong                           |
| 11      | 07/01/2012 | 16h00 | La Manga     | Standard de Liège  | Borussia Dortmund | 0 - 3 |                                                               |

### Supercoupe de Belgique
| Date       | Heure | Lieu | Club visité | Club visiteur     | Score | Buts liégeois | Assistance |
| ---------- | ----- | ---- | ----------- | ----------------- | ----- | ------------- | ---------- |
| 21/07/2011 | 18h00 | Genk | KRC Genk    | Standard de Liège | 1 - 0 |               | 10 500     |

### Ligue des champions
| Tour                        | Date       | Heure | Club visité       | Club visiteur     | Score | Buts liégeois | Assistance |
| --------------------------- | ---------- | ----- | ----------------- | ----------------- | ----- | ------------- | ---------- |
| 3e tour préliminaire aller  | 27/07/2011 | 20h15 | Standard de Liège | FC Zürich         | 1 - 1 | González      | 15 000     |
| 3e tour préliminaire retour | 03/08/2011 | 20h15 | FC Zürich         | Standard de Liège | 1 - 0 |               | 8 500      |

### Ligue Europa
| Tour                   | Date       | Heure | Club visité        | Club visiteur      | Score | Buts liégeois        | Assistance |
| ---------------------- | ---------- | ----- | ------------------ | ------------------ | ----- | -------------------- | ---------- |
| Barrages aller         | 18/08/2011 | 20h15 | Standard de Liège  | Helsingborgs IF    | 1 - 0 | Tchité               | 18 000     |
| Barrages retour        | 25/08/2011 | 20h15 | Helsingborgs IF    | Standard de Liège  | 1 - 3 | Leye, Berrier, Kanu  | 7 000      |
| Groupe B - 1re journée | 15/09/2011 | 19h00 | Hanovre 96         | Standard de Liège  | 0 - 0 |                      | 42 540     |
| Groupe B - 2e journée  | 29/09/2011 | 21h05 | Standard de Liège  | FC Copenhague      | 3 - 0 | Seijas, Felipe, Kanu | 17 000     |
| Groupe B - 3e journée  | 20/10/2011 | 21h05 | Standard de Liège  | FC Vorskla Poltava | 0 - 0 |                      | 15 000     |
| Groupe B - 4e journée  | 03/11/2011 | 19h00 | FC Vorskla Poltava | Standard de Liège  | 1 - 3 | Seijas, Kanu, Tchité | 5 000      |
| Groupe B - 5e journée  | 30/11/2011 | 21h05 | Standard de Liège  | Hanovre 96         | 2 - 0 | Tchité, Cyriac       | 22 000     |
| Groupe B - 6e journée  | 15/12/2011 | 19h00 | FC Copenhague      | Standard de Liège  | 0 - 1 | Batshuayi            | 9 722      |
| 1/16 aller             | 16/02/2012 | 21h05 | Wisła Cracovie     | Standard de Liège  | 1 - 1 | Cyriac               | 15 000     |
| 1/16 retour            | 23/02/2012 | 19h00 | Standard de Liège  | Wisła Cracovie     | 0 - 0 |                      | 23 000     |
| 1/8 aller              | 08/03/2012 | 21h05 | Standard de Liège  | Hanovre 96         | 2 - 2 | Buyens, Tchité       | 23 000     |
| 1/8 retour             | 15/03/2012 | 19h00 | Hanovre 96         | Standard de Liège  | 4 - 0 |                      | 43 000     |

### Championnat

#### Saison régulière
| Journée | Date       | Heure | Club visité       | Club visiteur     | Score | Buts liégeois                                        | Assistance |
| ------- | ---------- | ----- | ----------------- | ----------------- | ----- | ---------------------------------------------------- | ---------- |
| 1re     | 30/07/2011 | 18h00 | RAEC Mons         | Standard de Liège | 1 - 1 | Van Damme                                            | 8 316      |
| 2e      | 07/08/2011 | 18h00 | Standard de Liège | KSC Lokeren       | 3 - 1 | Goreux, Leye (2)                                     | 26 058     |
| 3e      | 13/08/2011 | 18h00 | La Gantoise       | Standard de Liège | 3 - 1 | Kanu                                                 | 10 739     |
| 4e      | 21/08/2011 | 20h30 | Standard de Liège | KV Courtrai       | 3 - 1 | Kanu, Nong, Leye                                     | 26 113     |
| 5e      | 28/08/2011 | 20h30 | K Beerschot AC    | Standard de Liège | 1 - 1 | Van Damme                                            | 8 577      |
| 6e      | 10/09/2011 | 20h00 | Standard de Liège | KVC Westerlo      | 1 - 0 | Berrier                                              | 27 026     |
| 7e      | 18/09/2011 | 18h00 | KRC Genk          | Standard de Liège | 3 - 0 |                                                      | 21 058     |
| 8e      | 25/09/2011 | 20h30 | Standard de Liège | Cercle Bruges     | 0 - 0 |                                                      | 26 021     |
| 9e      | 02/10/2011 | 14h30 | Standard de Liège | SK Lierse         | 2 - 0 | Van Damme, Felipe                                    | 27 029     |
| 10e     | 16/10/2011 | 18h00 | RSC Anderlecht    | Standard de Liège | 5 - 0 |                                                      | 23 862     |
| 11e     | 23/10/2011 | 20h30 | Standard de Liège | SV Zulte Waregem  | 1 - 0 | Cyriac                                               | 26 099     |
| 12e     | 30/10/2011 | 20h30 | Saint-Trond VV    | Standard de Liège | 1 - 1 | Tchité                                               | 10 170     |
| 13e     | 06/11/2011 | 20h30 | Standard de Liège | FC Bruges         | 2 - 1 | Tchité (2)                                           | 26 948     |
| 14e     | 18/11/2011 | 20h30 | OH Louvain        | Standard de Liège | 1 - 3 | Tchité (2), Mujangi Bia                              | 8 519      |
| 15e     | 25/11/2011 | 20h30 | Standard de Liège | FC Malines        | 3 - 2 | Tchité, Cyriac, Seijas                               | 26 099     |
| 16e     | 04/12/2011 | 18h00 | Standard de Liège | La Gantoise       | 0 - 0 |                                                      | 26 692     |
| 17e     | 10/12/2011 | 18h00 | KSC Lokeren       | Standard de Liège | 1 - 1 | Cyriac                                               | 5 043      |
| 18e     | 18/12/2011 | 14h30 | Standard de Liège | KRC Genk          | 0 - 0 |                                                      | 27 364     |
| 19e     | 26/12/2011 | 18h00 | KV Courtrai       | Standard de Liège | 2 - 0 |                                                      | 9 157      |
| 20e     | 14/01/2012 | 18h00 | Standard de Liège | K Beerschot AC    | 6 - 1 | Buyens (2), Mujangi Bia, Cyriac, González, Batshuayi | 26 547     |
| 21e     | 22/01/2012 | 20h30 | KVC Westerlo      | Standard de Liège | 0 - 0 |                                                      | 6 037      |
| 22e     | 26/01/2012 | 20h30 | Standard de Liège | RAEC Mons         | 2 - 1 | Cyriac, Batshuayi                                    | 26 745     |
| 23e     | 29/01/2012 | 18h00 | Cercle Bruges     | Standard de Liège | 0 - 1 | Batshuayi                                            | 9 030      |
| 24e     | 04/02/2012 | 18h00 | SK Lierse         | Standard de Liège | 0 - 2 | Batshuayi, Cyriac                                    | 6 800      |
| 25e     | 12/02/2012 | 14h30 | Standard de Liège | RSC Anderlecht    | 1 - 2 | Tchité                                               | 27 696     |
| 26e     | 19/02/2012 | 18h00 | SV Zulte Waregem  | Standard de Liège | 4 - 2 | Batshuayi, Buyens                                    | 7 715      |
| 27e     | 26/02/2012 | 14h30 | Standard de Liège | Saint-Trond VV    | 0 - 0 |                                                      | 26 536     |
| 28e     | 04/03/2012 | 14h30 | FC Bruges         | Standard de Liège | 1 - 0 |                                                      | 24 342     |
| 29e     | 18/03/2012 | 14h30 | Standard de Liège | OH Louvain        | 4 - 0 | Tchité, Van Damme (2), Felipe                        | 26 765     |
| 30e     | 21/03/2012 | 20h30 | FC Malines        | Standard de Liège | 1 - 2 | Biebauw (csc), Batshuayi                             | 10 477     |

#### Playoffs 1
| Journée | Date       | Heure | Club visité       | Club visiteur     | Score | Buts liégeois    | Assistance |
| ------- | ---------- | ----- | ----------------- | ----------------- | ----- | ---------------- | ---------- |
| 1re     | 31/03/2012 | 18h00 | La Gantoise       | Standard de Liège | 3 - 0 |                  | 9 303      |
| 2e      | 06/04/2012 | 20h30 | Standard de Liège | RSC Anderlecht    | 0 - 0 |                  | 22 982     |
| 3e      | 12/04/2012 | 20h30 | Standard de Liège | FC Bruges         | 1 - 1 | Tchité           | 20 731     |
| 4e      | 15/04/2012 | 20h30 | KV Courtrai       | Standard de Liège | 1 - 1 | Tchité           | 6 411      |
| 5e      | 22/04/2012 | 20h30 | KRC Genk          | Standard de Liège | 3 - 2 | Tchité, Buyens   | 21 386     |
| 6e      | 28/04/2012 | 20h30 | Standard de Liège | KV Courtrai       | 2 - 0 | Seijas, González | 16 142     |
| 7e      | 01/05/2012 | 14h30 | FC Bruges         | Standard de Liège | 2 - 0 |                  | 23 051     |
| 8e      | 06/05/2012 | 18h00 | Standard de Liège | KRC Genk          | 2 - 3 | Ezekiel, Seijas  |            |
| 9e      | 10/05/2012 | 20h30 | Standard de Liège | La Gantoise       | 2 - 1 | Seijas, Gakpé    | 25 000     |
| 10e     | 13/05/2012 | 14h30 | RSC Anderlecht    | Standard de Liège | 3 - 0 |                  | 23 000     |

### Coupe de Belgique
| Tour       | Date       | Heure | Club visité       | Club visiteur       | Score      | Buts liégeois                                   | Assistance |
| ---------- | ---------- | ----- | ----------------- | ------------------- | ---------- | ----------------------------------------------- | ---------- |
| 1/16       | 21/09/2011 | 20h00 | Standard de Liège | Hoogstraten VV (D3) | 8 - 2      | Tchité (3), Van Damme, Nong (2), Buyens, Seijas | 5 500      |
| 1/8        | 26/10/2011 | 20h00 | SV Zulte Waregem  | Standard de Liège   | 1 - 2      | Van Damme, González                             | 5 000      |
| 1/4 aller  | 21/12/2011 | 20h30 | Lierse SK         | Standard de Liège   | 1 - 2      | Batshuayi (2)                                   | 5 000      |
| 1/4 retour | 18/01/2012 | 20h30 | Standard de Liège | Lierse SK           | 2 - 4 (ap) | Vainqueur, Maric (csc)                          | 15 000     |